# São José dos Lopes
São José dos Lopes é um distrito do município brasileiro de Lima Duarte, no interior do estado de Minas Gerais. Segundo o censo demográfico de 2022, realizado pelo Instituto Brasileiro de Geografia e Estatística (IBGE), sua população era de 511 habitantes e havia 202 domicílios particulares permanentes ocupados. Possui área de 77,59 km² conforme a Fundação João Pinheiro (FJP).
De acordo com o IBGE, em 2010 a população era de 602 habitantes e havia 293 domicílios particulares.
Foi criado pela lei nº 1.039 de 12 de dezembro de 1953. Limita-se a sul e leste com o distrito-sede de Lima Duarte, a oeste com o distrito de São Domingos da Bocaina e a norte com o distrito de Conceição do Ibitipoca.